# Jakob Høyer
Jakob Høyer (født 6. marts 1971) er en dansk journalist, der er kommunikationschef i Dansk Boldspil-Union.
Høyer blev uddannet fra Danmarks Journalisthøjskole i 1996 og kom derefter til Det Fri Aktuelt som kulturreporter. I 1998 blev han kulturreporter og senere kulturredaktør på Jyllands-Postens redaktion i København. Efter regeringsskiftet i 2001 blev han særlig rådgiver for Brian Mikkelsen (K) i Kulturministeriet. Her var han til juli 2003, hvor han blev kulturredaktør på Berlingske Tidende. I januar 2007 blev han chefredaktør for metroXpress, men skiftede i 2010 til kommunikationsbranchen og blev kommunikationsdirektør i DSB, som han forlod i 2013. Fra 1. september 2014 er han kommunikationsdirektør i Dansk Boldspil Union (DBU), der organiserer fodbolden i Danmark.